# Birgit Peter
Birgit Peter (alemany: Birgit Händle)  (Potsdam, 27 de gener de 1964) és una remadora alemanya, ja retirada, que va competir durant les dècades de 1980 i 1990. Fins a la caiguda del mur de Berlín va competir per la República Democràtica Alemanya. Es casà amb el també remer Christian Händle.
El 1988 va prendre part en els Jocs Olímpics d'Estiu de Seül, on va guanyar la medalla d'or en la prova del doble scull del programa de rem. Formà parella amb Martina Schröter. Quatre anys més tard, als Jocs de Barcelona, va guanyar la medalla d'or en la prova del quàdruple scull. Va formar equip amb Sybille Schmidt, Kerstin Muller i Kristina Mundt.
En el seu palmarès també destaquen cinc medalles al Campionat del món de rem, quatre d'or i una de plata, entre les edicions de 1985 i 1990. També guanyà tres campionats nacionals de la República Democràtica Alemanya, el 1985, 1986 i 1989 i dos d'Alemanya, el 1992 i 1994, en scull individual i el de 1993 en el quàdruple scull.